# Série da Fundação
A Série da Fundação é uma obra de ficção científica escrita por Isaac Asimov que descreve em detalhes a história de um futuro distante e de como o destino de seus habitantes é influenciado por uma instituição chamada Fundação Enciclopédica. Ao escrever em forma de uma saga científica e enfatizar a procura da sabedoria, o objetivo de Asimov no primeiro livro da série era descrever em detalhes a queda de um Império Galático - o qual, segundo a maioria dos críticos de sua obra, não é nada além do mundo em que ele viveu, um mundo cheio de contradições – e o surgimento de um mundo científico, orientado pela verdade, sem subterfúgios ou "golpes baixos". Asimov tomou como inspiração a queda do Império Romano.
O personagem central da série chama-se Hari Seldon, que, embora só apareça pessoalmente em três dos livros, influencia toda as obras da série através da Ciência que desenvolveu: a Psico-história, com a Informática e o Computador.
A Psico-história seria um misto de sociologia e matemática. Aplicando fórmulas matemáticas a acontecimentos de seu presente, Seldon conseguia calcular acontecimentos futuros e assim permitir ou tentar evitar que viessem a se confirmar.
As previsões feitas por Seldon eram todas baseadas em estatísticas e probabilidades. A Psico-história usava desses elementos matemáticos aplicados às massas. Funcionava apenas para sociedades inteiras. Para uma elaboração matemática precisa, era necessário que fosse feita a avaliação sociológica, cultural e econômica de sociedades com muitos milhões, ou bilhões de indivíduos. Era totalmente ineficaz a tentativa de aplicar a Psico-história a indivíduos, porque o indivíduo é imprevisível.
Os seguintes livros formam a série de Fundação, em ordem cronológica:
- Prelúdio à Fundação
- Origens da Fundação (título no Brasil. Originalmente lançado pela editora Hemus como "Crônicas da Fundação", no original chama-se Forward the Foundation)
- Fundação
- Fundação e Império
- Segunda Fundação
- Limites da Fundação (segundo título no Brasil, pela editora Hemus "Fundação II" e no original chama-se Foundation's Edge)
- Fundação e Terra

## Publicação
Fundação era originalmente uma série de oito pequenas histórias publicadas na Astounding Magazine entre maio de 1942 e janeiro de 1950. De acordo com Asimov, a premissa foi baseada em ideias colocadas pelo livro de Edward Gibbon, "História do Declínio e Queda do Império Romano", e foi inventada espontaneamente no caminho para um encontro com o editor John W. Campbell, com quem ele desenvolveu o conceito.

### Trilogia original
As primeiras quatro histórias foram reunidas, junto a uma outra história tomando lugar antes das outras, em um volume único publicado pela Gnome Press nos Estados Unidos em 1951 como Fundação. O resto das histórias foi publicado em pares pela Gnome como Fundação e Império (1952) e Segunda Fundação (1953), resultando na "Trilogia da Fundação", como a série ficou conhecida por décadas.

### Continuações
Em 1981, após a série ter sido considerada um dos trabalhos mais importantes da ficção científica moderna, Asimov foi convencido por seus leitores a escrever um quarto livro, que se tornou Limites da Fundação (1982).
Quatro anos depois, Asimov continuou com outra sequência, Fundação e Terra (1986), que mais tarde foi acompanhada por dois livros cronologicamente anteriores à trilogia, Prelúdio para Fundação (1988) e Origens da Fundação (1993). Durante o hiato entre escrever as sequências, Asimov interligou na sua série vários outros trabalhos, criando um universo ficcional unificado. Um elo básico é mencionado pela primeira vez em Limites da Fundação: uma história obscura a respeito de uma primeira onda de colonização com robôs e mais tarde uma segunda sem eles.

## Enredo

### Prelúdio à Fundação
Prelúdio para Fundação começa em Trantor, o planeta capital do Império Galáctico, no dia após o discurso do matemático Hari Seldon em uma conferência. Vários partidos se tornaram conscientes do conteúdo de seu discurso e artigo, a respeito do uso de técnicas matemáticas que tornariam possível uma predição do futuro da história humana, a ciência conhecida como psicohistória. Seldon é convocado pelo Imperador, onde admite que a técnica não passa de uma mera possibilidade teórica. A despeito disso, o Império pretende lhe forçar a exílio, onde trabalharia em constante vigilância para estarem sempre cientes do desenvolvimento de sua ciência. Durante o enredo, Seldon e Dors Venabili, uma companhia feminina, são levados de um lado para o outro por um ajudante, Chetter Hummin, que tenta mantê-los longe das garras do Imperador para o desenvolvimento saudável da psicohistória.
Durante as aventuras por Trantor, Seldon continuamente nega a praticidade da psicohistória. Argumenta que mesmo que fosse possível, levaria décadas para ser desenvolvida. Hummin, no entanto, está convencido de que Seldon sabe de alguma coisa e, como resultado, continua a pressioná-lo para que trabalhe em um ponto inicial para o desenvolvimento da ciência.
Após viagens e introduções a diversas culturas em Trantor, Seldon percebe que usando a Galáxia inteira como um modelo de início é uma tarefa muito complicada, e decide, portanto, em utilizar Trantor como seu modelo, devido a sua complexidade e variedade cultural que serviria como modelo representativo de todo o Império. Começa, portanto, a trabalhar na ciência, com o objetivo de usá-la para impedir o declínio e queda da civilização humana.

### Origens da Fundação
Oito anos após os eventos de Prelúdio, Seldon já conseguiu desenvolver alguns pontos da ciência psicohistórica e está gradativamente aplicando-a em escala galáctica. Sua notabilidade e fama aumentam com os anos, culminando com sua promoção a Primeiro-Ministro do Imperador. Conforme o livro progride, Seldon, através de várias tramas políticas, problemas com o Império e seus governos e partidos dissidentes, perde aqueles mais próximos a ele, incluindo sua própria ele, Dors Venabili. Sua saúde deteriora-se com a idade avançada. Tendo trabalhado sua vida inteira para entender a psicohistórica, ele instrui sua neta, Wanda, que possui o toque mental, à criação da Segunda Fundação.

### Fundação
Chamado para responder a julgamento em Trantor por acusações de traição -- por prever a queda do Império Galáctico -- Seldon explica que a sua ciência de psicohistória pode ver várias alternativas, todas que terminam com a eventual queda do Império. Se a humanidade seguir naturalmente este caminho, o governo cairia e trinta mil anos de conflitos iriam afligir a espécie humana antes da criação de um Segundo Império. Entretanto, um caminho alternativo diminuiria este período de hiato em apenas mil, se Seldon fosse permitido a reunir as pessoas mais inteligentes do planeta e criar um compêndio de todo o conhecimento humano, a Enciclopédia Galáctica. A banca permite a reunião de Seldon, com a condição de que eles fossem exilados para o longínquo planeta de Terminus. Seldon concorda e reúne sua coleção de Enciclopedistas, e cria as duas Fundações em "extremos opostos" da Galáxia.
Em Terminus, os seus habitantes enfrentam calamidades. Quatro planetas recém declarados independentes estão ao seu redor, e os Enciclopedistas não têm defesas além de sua própria inteligência. O Prefeito da Cidade de Terminus, Salvor Hardin, propõe jogar os planetas uns contra os outros. O seu plano é um sucesso, e a Fundação se mantém intocada. Hardin é promovido e declarado Prefeito de toda Terminus. Enquanto isso, as mentes da Fundação continuam a desenvolver tecnologias novas e melhores do que as contrapartes imperiais. Usando sua vantagem científica, Terminus desenvolve rotas de comércio com os planetas próximos, eventualmente os conquistando quando sua tecnologia se transforma em uma comodidade essencial para a manutenção de suas vidas. Comerciantes interplanetários, mercadores, eventualmente se tornam os novos diplomatas em outros planetas. Um dos mercadores, Hober Mallow, torna-se poderoso o suficiente para desafiar e ganhar o governo, tornando-se Prefeito da Fundação. Cortando suprimentos de outros planetas de uma região, consegue ganhar cada vez mais mundos para o alcance fundacional.

### Fundação e Império
O Imperador atual percebe a Fundação como uma ameaça crescente e ordena que seja atacada, utilizando a ainda grande tropa imperial. Entretanto, convencido depois que seu poder seria mais vulnerável do que o de seu general caso ele obtivesse sucesso (uma possível analogia com o Império Romano), o imperador acaba por remover sua tropa do ataque. Apesar de sua inferioridade militar a Fundação emerge, portanto, como a vitoriosa, e o próprio Império é derrotado.
Enquanto isso um estrangeiro desconhecido conhecido apenas como "O Mulo" começa a conquistar planetas pertencentes à Fundação em ritmo veloz. Torna-se conhecido que o Mulo é, na verdade, um mutante que mantém uma habilidade de alterar psiquicamente as emoções daqueles com quem entra em contato. Usando este poder para sua vantagem, o Mulo conquista planetas apenas visitando-os com seu próprio exército, deixando os habitantes com medo, e mais tarde lealdade para com ele. Quando a Fundação percebe que o Mulo não foi previsto pelo plano psicohistórico de Hari Seldon, e que não há um modo planejado de derrotá-lo, Torã e Bayta Darell, acompanhados por Ebling Mis -- o maior psicólogo atual da Galáxia -- e um palhaço chamado Magnífico (que eles concordam em proteger, como a sua vida está sob a ameaça do próprio Mulo), saem para descobrir a localização da Segunda Fundação, que poderia trazer o fim ao reinado do Mulo.
Trabalhando na ainda funcional Biblioteca Galáctica de Trantor, Mis descobre a localização da Segunda Fundação. Entretanto, descobrindo que o Mulo também está tentando descobrir esta localização, Bayta mata Mis antes que ele possa revelar a localização da Segunda Fundação. Bayta então explica que ela se arrepende de suas ações, mas o segredo deveria ser mantido longe do Mulo a qualquer custo. Descobre-se então que o palhaço Magnífico na verdade é o Mulo, confirmando as suspeitas de Bayta, e que ele estava de fato buscando o controle da Segunda Fundação assim como já mantinha o da primeira. Ele então deixa Trantor para governar os seus planetas conquistados enquanto continua a sua própria busca.

### Segunda Fundação
Conforme o Mulo chega perto de descobri-la, a Segunda Fundação sai brevemente de seu esconderijo para encarar a ameaça diretamente. É revelado que a Segunda Fundação é uma coleção dos seres humanos mais inteligentes da galáxia. Enquanto a primeira Fundação desenvolveu-se com base nas ciências físicas, a Segunda Fundação vinha desenvolvendo as ciências mentais. Usando o poder de suas fortes mentes, a Segunda Fundação eventualmente derrota o Mulo. Sua atitude destrutiva é ajustada para uma benevolente. Ele retorna para governar o seu reino pacificamente pelo resto de sua vida, com nenhum pensamento subsequente de derrotar a Segunda Fundação.
A Primeira Fundação, entendendo as implicações de uma Segunda que será a real herdeira do futuro Império prometido por Seldon, ressente-a fortemente e busca destruí-la, acreditando que podem sobreviver sem ela. Após algumas tentativas para decifrar a única pista que Seldon deu a respeito de sua localização ("no outro extremo da Galáxia"), a Fundação é levada a acreditar por saltos de lógica que a Segunda Fundação é localizada em Terminus. Desenvolvendo uma tecnologia que causa grande dor a telepatas, a Fundação descobre um grupo de aproximadamente cinquenta segundo-fundacionistas e os executa, acreditando que tinham vencido. Apesar de tudo, a Segunda Fundação havia planejado esta eventualidade e mandado cinquenta de seus membros para suas mortes como mártires em ordem de reconquistar sua anonimidade.

### Limites da Fundação (Fundação II)
Ao contrário dos anteriores, Limites da Fundação não se trata de uma série de histórias, mas uma única.
Aos quinhentos anos da Fundação, Golan Trevize, um conselheiro de Terminus, cai em desgraça e é exilado pela Prefeita. É exilado por um suposto discurso subversivo de acreditar ainda na existência e sobrevivência da Segunda Fundação. Dão-lhe uma nave e uma missão: procurar pela tal Segunda Fundação, só podendo voltar caso a encontrasse. Como disfarce, leva um historiador, Janov Pelorat, obcecado pela procura do planeta original da humanidade, a Terra, que desde o final do império não se sabe a localização. Oficialmente, Trevize e Pelorat saem à procura da Terra, e no seu caminho passam em muitos planetas, inclusive Trantor e Comporellon.
Ao mesmo tempo, é contada a história de Stor Gendibal, um membro proeminente da Segunda Fundação, que descobre uma nativa do planeta que sofreu uma pequena alteração mental. A alteração em sua mente é mais delicada do que qualquer toque possível pela Segunda Fundação, de forma que se cria a suspeita que algum tipo de mentálicos mais poderosos está agindo através da galáxia. Suspeitando das ações tomadas por Trevize até então, é enviado si mesmo em uma missão de observar suas ações, em busca de encontrar seja lá que força superior está interferindo com mentes na galáxia. 
Trevize e Pelorat acabam encontrando Gaia, o planeta vivo, onde todos os seres vivos e até os inanimados compartilham uma consciência, com poderes suficientes para alterar a mente de qualquer ser humano. No clímax do livro, Trevize, encurralado pela Prefeita da Fundação e Gendibal, é chamado a escolher entre a Fundação, a Segunda Fundação e Gaia, como modelos para o futuro da humanidade.

### Fundação e Terra
Ainda incerto sobre a decisão que tomou, Trevize continua por sua busca à Terra com Pelorat e uma habitante de Gaia, acreditando que encontrará no planeta de origem a resposta que buscava. Eventualmente eles acham uma lista de planetas que poderia tratar se do planeta lendário, e descobrem Aurora, Solaria e Melpomenia, planetas fora dos mapas, mas não encontra a resposta para seus dilemas em nenhum deles.
Aurora e Melpomenia estavam desertos há muito tempo, mas Solaria contém uma pequena população extremamente avançada na área de mentálica. Quando sua vida é ameaçada, Bliss -- a mulher de Gaia -- usa suas habilidades para destruir um solariano prestes a matá-los. Descobrindo que ele havia deixado para trás uma criança pequena que seria exterminada caso deixada sozinha, Bliss convence os outros a levá-la consigo.
Eventualmente Trevize descobre a Terra mas, de novo, não há nenhuma satisfação para seu dilema. Apesar disso, Trevize percebe que a resposta pode não estar na Terra, mas em seu satélite: a Lua. Ao chegar no astro, eles são recebidos em seu núcleo por um robô conhecido como R. Daneel Olivaw. Olivaw explica que ele vem guiando a história humana por milhares de anos, e que esta é a razão que o plano de Seldon vem mantendo-se em curso, apesar das intervenções feitas pelo Mulo. Olivaw também afirma que ele está no fim de sua vida e que, apesar de ter reposto suas partes e seu cérebro cada vez mais complexo -- que contém vinte mil anos de memórias -- ele está para morrer brevemente. Também explica que nenhum cérebro robótico desenvolvido é complexo o bastante para substituir o seu atual e que para continuar guiando os passos da humanidade -- que pode acabar sob ataque de outros seres de além da galáxia -- ele precisa fundir sua mente com a de um intelecto orgânico.
Mais uma vez, Trevize é colocado na escolha de deixar Olivaw fundir seu cérebro com o da mente superior da criança solariana, e se isso seria o melhor para o bem-estar da Galáxia;

## Personagens
- Hari Seldon
- Salvor Hardin
- Hober Malow
- Bel Riose
- Cleon II
- Lathan Devers
- Mulo
- Ebling Mis
- Bayta Darell
- Han Pritcher
- Toran
- Bail Channis
- Arcádia Darell
- Pelleas Anthor
- Dr. Toran Darell
- Lorde Stettin
- Homir Munn
- Preem Palver

## A Franquia Fundação
Outros autores escreveram livros ou contos compatíveis com a série Fundação. Dentre estes destacam-se os contos de Orson Scott Card e Harry Turtledove da coleção Foundation Friends, e a trilogia Foundation and Robots, de Gregory Benford, Greg Bear e David Brin.

## A Trilogia encadernada
Em junho de 2009 até 2010, a Editora Aleph relançou a Trilogia, reeditada e com nova tradução em diversas edições. Foi lançado em formato box, com os três livros em separado.
Em 2012, a Aleph lança Limites da Fundação, que havia sido publicado nos anos 80 pela extinta Editora Hemus sob o título "Fundação II" e em 2013 lançou também "Fundação e Terra" (antes intitulado "Fundação e A Terra").
Ainda em 2013, a mesma editora lançou a obra complementar "Prelúdio À Fundação", (antes chamada de Prelúdio Para Fundação) 6º livro da série, e finalmente em 2014, "Origens da Fundação" (antes publicada como "Crônicas da Fundação"), 7º e último livro da série original, completando assim toda obra da Fundação de Asimov de volta as livrarias brasileiras.
Em 2018, segundo especulações por parte dos fãs, a editora estaria preparando uma edição única da série Fundação, possivelmente em capa dura e com design gráfico novo.

## Adaptações

### Rádio
Uma adaptação de rádio em oito partes da trilogia original, com design de som pela BBC Radiophonic Workshop, foi transmitida na BBC Radio 4 em 1973 - uma das primeiras séries dramáticas de rádio da BBC a ser feita em estéreo. Uma reprise da BBC 7 começou em Julho de 2003.
Adaptado por Patrick Tull (episódios 1 a 4) e Mike Stott (episódios 5 a 8), a dramatização foi dirigida por David Cain e estrelou William Eedle como Hari Seldon, com Geoffrey Beevers como Gaal Dornick, Lee Montague como Salvor Hardin, Julian Glover como Hober Mallow, Dinsdale Landen como Bel Riose, Maurice Denham como Ebling Mis e Prunella Scales como Lady Callia.

### Cinema
Em 1998, a New Line Cinema gastou US$ 1,5 milhão desenvolvendo uma versão cinematográfica da Série Fundação. O fracasso em desenvolver uma nova franquia foi em parte uma razão pela qual o estúdio assinou contrato para produzir a trilogia de filmes O Senhor dos Anéis.
Em 29 de julho de 2008, foi relatado que os cofundadores da New Line Cinema Robert Shaye e Michael Lynne foram contratados para produzir uma adaptação da trilogia por sua empresa Unique Pictures para a Warner Brothers. No entanto, a Columbia Pictures (Sony) fez uma oferta bem-sucedida pelos direitos de exibição em 15 de janeiro de 2009, e então contratou Roland Emmerich para dirigir e produzir. Michael Wimer foi nomeado co-produtor. Dois anos depois, o estúdio contratou Dante Harper para adaptar os livros. Este projeto não se concretizou e a HBO adquiriu os direitos quando eles foram disponibilizados em 2014.

### Televisão
Em novembro de 2014, TheWrap relatou que Jonathan Nolan estava escrevendo e produzindo uma série de TV baseada na Série Fundação para a HBO. Nolan confirmou seu envolvimento em um evento no Paley Center for Media em 13 de abril de 2015.
Em junho de 2017, a Deadline Hollywood relatou que a Skydance Media produziria uma série de TV. Em agosto de 2018, foi anunciado que a Apple TV+ encomendou um pedido de 10 episódios para a série. No entanto, em 18 de abril de 2019, Josh Friedman deixou o projeto como corroterista e coapresentador. Isso foi aparentemente planejado, com Friedman ou o roteirista  David S. Goyer saindo e o outro ficando. Em 22 de Junho de 2020, o CEO da Apple, Tim Cook, anunciou que a série seria lançada em 2021. Em 13 de Março de 2020, a Apple suspendeu todas as filmagens ativas de seus programas devido a pandemia de COVID-19; as filmagens foram retomadas em 6 de Outubro de 2020.
A série Foundation foi filmada no Troy Studios, Limerick, Irlanda e o orçamento era estimado em aproximadamente $ 50 milhões. Os dois primeiros episódios estrearam em 24 de setembro de 2021. O Metacritic deu à primeira temporada uma pontuação média ponderada de 63 de 100 com base em 22 avaliações, indicando "avaliações geralmente favoráveis".